# Enicospilus talaorus
Enicospilus talaorus là một loài tò vò trong họ Ichneumonidae.